# Mizunami
Mizunami (japanska: 瑞浪市?, Mizunami-shi) är en stad i Gifu prefektur i Japan. Staden fick stadsrättigheter 1954.